# Dagmar Parmas
 Dagmar Viktoria Parmas (senare Parmas-Saarnio), född Lahtinen 21 september 1886 i Helsingfors, död 7 juli 1940 i Helsingfors, var en finländsk sångerska, sångtextförfattare och skådespelare. Hon var gift med sångaren och skådespelaren Yrjö Saarnio från 1916.

## Biografi
Parmas studerade ursprungligen vid en finländsk yrkesskola, men började senare att studera sång i Finland och Sankt Petersburg under ledning av Maikki Järnefelt-Palmgren och Vera Baranov. Till en början uppträdde Parmas som konsertsångerska och sjungande skådespelare. Vid Helsingfors Ateneum studerade hon modellering och träsnickeri. Troligen var Parmas Finlands första kvinnliga sångtextförfattare inom schlagern. Hon textförfattade och översatte kring 140 sånger under de maskulina pseudonymerna Arvi Saarni och Timo Teräste. Hennes mest kända sånger är Ruusuja hopeamaljassa, Hopeahiukset, Romantiikkaa ruusutarhassa, Vanha merimies muistelee och Tappavat suudelmat. Hennes fox Onnen ovella komponerades av Valto Tynnilä. Andra kompositörskollegor var Harry Bergström, Usko Kemppi, Robert von Essen, Kauko Käyhkö, Hannes Konno och Kaarlo Valkama.
1913 gjorde Parmas sju skivinspelningar till pianoackompanjemang med sånger av bland andra Oskar Merikanto och Erkki Melartin. Åren 1936-38 medverkade Parmas i sju filmer och hennes Ruusuja hopeamaljassa användes som filmmusik i Virtaset ja Kekkonen 1993. Parmas avled 1940 och ligger begravd på Sandudds begravningsplats.

## Filmografi[4]
- Tee työ ja opi pelaamaan, 1936
- Tukkijoella, 1937
- Tulitikkuja lainaamaassa, 1938
- Olenko minä tullut haaremiin, 1938
- Syyllisiäkö, 1938
- Vieras mies tuli taloon, 1938
- Ulkosaarelaiset, 1938